# تشاو فينغ
تشاو فينغ (بالصينية: 赵丰) هو أمين وسياسي صيني، ولد في 1961. انتخب عضو مجلس الشعب الصيني ‏ خلال فترته النيابية ‏.